# Paul Mercey
Paul Georges Mercey (* 10. Januar 1923 in Belgrad, Serbien, Königreich der Serben, Kroaten und Slowenen; † 7. Januar 1988 in Férolles-Attilly, Frankreich) war ein Filmschauspieler und Bühnenschauspieler. Er besaß die französische und die schweizerische Staatsbürgerschaft.

## Leben
Paul Mercey wurde 1923 in Belgrad geboren. Sein Karriere begann 1942 als Singer-Songwriter in Genf. 1948 wandte er sich der Schauspielerei zu. Sein Schaffen für Film und Fernsehen umfasst mehr als 170 Produktionen.

## Filmografie
- 1948: La Carcasse et le Tord-cou
- 1951: Le Cap de l’Espérance
- 1951: Le Vrai Coupable
- 1951: Pas de vacances pour Monsieur le Maire
- 1951: Sous le Ciel de Paris
- 1952: Monsieur Leguignon lampiste
- 1955: French Can Can (French Cancan)
- 1955: On déménage le colonel
- 1956: Les Truands
- 1957: Fernand clochard
- 1957: La Roue
- 1957: La Route joyeuse
- 1957: Le colonel est de la revue
- 1957: Les Œufs de l’autruche
- 1957: Méfiez-vous fillettes
- 1958: Le Dos au mur
- 1958: Le désir mène les hommes
- 1958: Montparnasse 19 (Les Amants de Montparnasse)
- 1958: Texasmädel (Sérénade au Texas)
- 1958: Thérèse Étienne
- 1959: Tatort Paris (125, rue Montmartre)
- 1959: Archimède le clochard
- 1959: Bobosse
- 1959: Katia
- 1959: La Bête à l’affût
- 1959: Le Travail c’est la liberté
- 1959: Der Sturm bricht los (Le vent se lève)
- 1959: Les Affreux
- 1959: Meurtre en 45 tours
- 1959: Oh ! Qué mambo
- 1959: Rue des prairies
- 1960: L’Ours
- 1960: Le Caïd
- 1960: Le Gigolo
- 1960: Les Honneurs de la guerre
- 1960: Les Vieux de la vieille
- 1961: Le Capitaine Fracasse
- 1961: Le Tracassin ou Les Plaisirs de la ville
- 1961: Tout l’or du monde
- 1962: L’Œil du Monocle
- 1962: Le Gentleman d’Epsom
- 1962: Le Petit Garçon de l’ascenseur
- 1962: Le Repos du guerrier
- 1962: Das ist nichts für kleine Mädchen (Lemmy pour les dames)
- 1962: Les Culottes rouges
- 1962: Les Filles de La Rochelle
- 1962: Les Vierges
- 1962: Un singe en hiver
- 1963: Bébert et l’Omnibus
- 1963: La Soupe aux poulets
- 1963: Le Wagon-lit
- 1963: Les Bricoleurs
- 1963: Mein Onkel, der Gangster (Les Tontons flingueurs)
- 1963: Mathias Sandorf
- 1963: Mélodie en sous-sol
- 1964: Les Yeux cernés
- 1964: Angélique, 2. Teil (Merveilleuse Angélique)
- 1964: Patate
- 1965: Don Quijote von der Mancha
- 1965: Les Bons Vivants
- 1966: Brigade anti-gang
- 1966: La Grande Vadrouille
- 1966: Tendre Voyou
- 1966: Un monde nouveau
- 1967: Voyage à deux
- 1968: Catherine, il suffit d’un amour
- 1968: Balduin, das Nachtgespenst (Le Tatoué)
- 1969: Das Superhirn (Le Cerveau)
- 1969: Trois hommes sur un cheval
- 1970: Amour
- 1970: L’Amour
- 1970: Balduin, der Schrecken von St. Tropez (Le Gendarme en balade)
- 1971: L’Odeur des fauves
- 1972: L’Ingénu
- 1972: Moi y’en a vouloir des sous
- 1972: Na !
- 1973: Hit!
- 1973: La Raison du plus fou
- 1973: Die Abenteuer des Rabbi Jacob (Les Aventures de Rabbi Jacob)
- 1973: Wo bitte ist die 7. Kompanie geblieben? (Mais où est donc passée la septième compagnie?)
- 1974: Deux grandes filles dans un pyjama
- 1974: Gross Paris
- 1974: Jambes en l’air à Bangkok
- 1974: Der Uhrmacher von St. Paul (L’Horloger de Saint-Paul)
- 1974: L’Évasion de Hassan Terro
- 1974: Les Chinois à Paris
- 1974: Les Quatre Charlots mousquetaires
- 1975: Au-delà de la peur
- 1975: Chobizenesse
- 1975: French Connection II
- 1975: Le Téléphone à l’hôtel
- 1975: On a retrouvé la septième compagnie
- 1975: Opération Lady Marlène
- 1975: Pas de problème
- 1976: Le Gang
- 1976: Sexuella
- 1976: Silence... On tourne !
- 1978: Et vive la liberté !
- 1978: Les Bidasses en vadrouille
- 1979: De l’enfer à la victoire
- 1982: Deux heures moins le quart avant Jésus-Christ
- 1982: Ein pikantes Geschenk (Le Cadeau)
- 1984: Liberté, égalité, choucroute
- 1985: Asterix – Sieg über Cäsar (Astérix et la Surprise de César)
- 1959: Bastoche et Charles Auguste
- 1960: En votre âme et conscience
- 1961–1966: Le Théâtre de la jeunesse
- 1962: Les Célibataires
- 1964: Félix
- 1965–1968: Les Saintes chéries
- 1965: En votre âme et conscience
- 1966: Un beau dimanche
- 1967: Meurtre en sourdine
- 1968: La Forêt noire
- 1968: Les Grandes Espérances
- 1968: Sarn
- 1969: Le Petit Monde de Marie-Plaisance
- 1969: Le Trésor des Hollandais
- 1970–1973: Au théâtre ce soir
- 1970: Le Service des affaires classées
- 1971: Romulus le Grand
- 1972: Kitsch-Kitsch
- 1972: Les Chemins de pierre
- 1973: L’Épidémie
- 1973: La Ligne de démarcation
- 1973: La Porteuse de pain
- 1973: Les Femmes du Bœuf
- 1973: Lucien Leuwen
- 1973: Molière pour rire et pour pleurer
- 1974: Le Droit aux étrennes
- 1974: Le comte Yoster a bien l’honneur
- 1974: Les Enfants des autres
- 1974: Malaventure
- 1974: À dossiers ouverts
- 1975: Les Mohicans de Paris
- 1975: Typhelle et Tourteron
- 1976: Minichronique
- 1976: Nick Verlaine ou Comment voler la Tour Eiffel
- 1978: Quatre jours à Paris
- 1980: C’est pas dieu possible
- 1980: La Petite Valise
- 1980: Le Vol d’Icare
- 1981: La Double Vie de Théophraste Longuet
- 1981: Les Amours de années folles
- 1982: Ignace
- 1982: Le Rêve d’Icare
- 1982: Le Village dans les nuages
- 1985: Les Colonnes du ciel